# Penalty
A Penalty é uma marca de artigos esportivos brasileira criada em 1970 na cidade de São Paulo, e que pertence à empresa Cambuci.
Atuando em diversas modalidades esportivas, a Penalty fabrica desde calçados, confecções, bolas e acessórios esportivos para esporte coletivo como futebol, vôlei, basquete, handball e futsal, contudo seu foco de atuação é em footsports.
Desde sua origem no bairro do Cambuci, a marca patrocinou diversas equipes no meio esportivo brasileiro e internacional, destacando as seleções brasileiras de futsal (conquistando seus cinco campeonatos mundiais da modalidade), basquete, handball, bem como times de futebol.
Em 2011, a Penalty apresentou seu reposicionamento de marca, focado no fortalecimento da sua relação com o futebol e com o Brasil. "O reposicionamento da Penalty está amparado na legitimidade de sermos a única marca genuinamente brasileira de futebol. Falar de Brasil e de futebol é falar da nossa raiz, da nossa origem.", explica Roberto Estefano, presidente da Cambuci, detentora da marca Penalty.

## História
A trajetória da Cambuci S.A. - hoje uma das mais importantes fabricantes de produtos esportivos da indústria nacional, dona das marcas Penalty e Stadium, e unidades de fabricação e sedes comerciais/administrativas distribuídas pelos estados de São Paulo, Paraíba, Bahia, além de sedes na Argentina, Chile, Paraguai, Espanha - tem início em uma pequena oficina de corte e costura instalada na garagem da residência do comerciante Sarhan Tuma Estefano e sua família.
Atualmente seus produtos estão presentes nos 5 continentes, nos seguintes países: Brasil, Uruguai, Argentina, Chile, Paraguai, Bolívia, Canadá, Portugal, Espanha, França, Finlândia, Moçambique, Japão e Nova Zelândia.
No momento em que vendas começaram a crescer, Sarhan falece. A viúva, com seis filhos para criar, se uniu a seus irmãos, Ibrahin e Sarhan Curi, para seguir com a iniciativa. A união consolidou-se a partir da década de 1940, com o desenvolvimento da indústria têxtil no Brasil.
Em 1945, os filhos de Assibe, Eduardo e Victorio Estefano, ainda jovens, compraram a parte dos tios e fundaram, oficialmente, a Malharia Cambuci S.A., uma confecção de artigos de vestuário masculinos e femininos localizado no bairro do Cambuci, em São Paulo.
Pouco menos de 25 anos depois, em 1968, os irmãos Eduardo, Ricardo, e Roberto Estefano, filhos de Eduardo e netos de Assibe, assumiram a empresa, após a aposentadoria do tio Victorio. Em 1970, a Cambuci criou a marca Penalty e lançou produtos para a prática de futebol. Com o sucesso, alguns anos mais tarde, a Cambuci transferiu sua produção para São Roque, no interior de São Paulo, em um complexo de fábricas criado para atender a todo o mercado brasileiro. Em seguida, fechou seu primeiro grande contrato com o São Paulo Futebol Clube. A década de 1970 foi um período de grande crescimento para a Empresa.
Na década de 1980, a Cambuci torna-se a maior fabricante brasileira de bolas. Neste período, adquiriu os direitos de fabricação de calçados da marca ASICS e raquetes e bolas de tênis Wilson e Doney. Absorvendo, a partir daí, experiência e tecnologia que lhe permitiram avançar no padrão internacional de seus produtos.
Na década de 1990, a Penalty consolida sua presença na América do Sul, tornando-se marca oficial das principais federacões e confederacões nas diversas modalidades esportivas que atua até hoje.
Em 2010, foi a vencedora do principal prêmio internacional de design, o iF Design, com a Bola 8, a primeira bola com 8 gomos do mundo.
Hoje a Penalty é uma empresa multinacional 100% brasileira, que continua acreditando no esporte como um instrumento de transformação das pessoas e da sociedade. Na edição 2013 da Libertadores, a empresa fornece uniformes a duas equipes: São Paulo e Defensor Sporting Club, do Uruguai.

## Tecnologia

### Bolas
- Termotec: Tecnologia exclusiva Penalty de construção da bolas, sem nenhum ponto de costura, o que ocasiona 0% de absorção de água, maior precisão e menor deformação e maior durabilidade da bola.
- Kick Off - Menor quique das bolas, maior precisão em passes e chutes, maior controle da bola. Exclusiva de bolas de Futsal e Society.

### Calçados
- ATF (Anatomical Techno Flex) - Tecnologia que prioriza flexibilidade, leveza e também ergonomia.
- ATF 360 - A evolução da tecnologia ATF. Além de priorizar flexibilidade, leveza e resistência, garante estabilidade em todos os pontos estratégicos dos pés
- Molix - Assegura flexibilidade, grip de efeito e melhor ajuste ao pé.
- Silicon - Tecnologia anti-impacto da Penalty. Desenvolvida a partir de um composto de silício, que é a base do silicone, proporciona amortecimento e conforto.
- Aracnun - Garante o grip e a aderência a bola.
- Camaleão - Tecnologia exclusiva que muda de cor reagindo à exposição aos raios ultravioletas.
- Celeron -  O solado Penalty Celeron é extremamente leve e flexível.
- Sensor - Um couro mais leve e resistente.
- Silicon - A tecnologia anti-impacto é desenvolvida com base de silício, proporcionando melhor amortecimento.
- Tenvis - Para garantir um melhor contato entre o pé do jogador e a bola, o laminado tem uma microfibra altamente resistente.
- Termotec - Através da fusão das partes do calçado em uma peça única, sem a necessidade de costuras, o produto se torna mais leve e resistente.

### Confecção
- Aracnun - Material flexível, com acabamento texturizado e antiderrapante.
- High Compress - Tecnologia com efeito de compressão progressiva que ajuda a evitar o desgaste muscular.
- PoliPIMA - Algodão Pima e microfibra do poliéster unidos para proporcionar mais conforto.

### Meias
- Flot - Tecnologia de construção de pontos mais amplos que favorecem a evaporação do suor.
- Nanodry - Nanotecnologia com agente bacteriostático para evitar mau cheiro.

### Meiões
- Flot - Tecnologia de construção de pontos mais amplos que favorecem a evaporação do suor.
- Polipró - Meiões mais leves, resistentes e isolante térmico.

### Equipamentos
- Anatomic Sys - Design anatômico exclusivo das luvas Penalty para melhorar performance e proteção.
- Aracnun - Material flexível e anti deslizante.
- Exofinger - Estrutura interna rígida que impossibilita a flexão contrária dos dedos.

## Fornecimento e patrocínio

### Futebol
- Fagiano Okayama
- Montedio Yamagata
- Nagano Parceiro
- Shonan Bellmare

### Futsal
- ADC Intelli
- Copagril [3]
- Magnus Futsal
- São Paulo/Suzano/Penalty
- Umuarama
- ElPozo Murcia
- Santiago Futsal
- Virgili Futsal

## Atletas patrocinados

### Futebol
- Deola, goleiro do America-RJ.
- Alex, ex-jogador que atuava como meio campo.

### Futsal
- Fernandão, do FC Barcelona [4]
- Cidão, goleiro do Caja Segovia, Espanha
- Eka, pivô do Inter Movistar, Espanha
- Bateria,[5] ala do Inter Movistar, Espanha
- Gréllo,[6] ala do El Pozo de Múrcia, Espanha
- Saúl,[7] ala do Askar de Lugo, Espanha
- Paulinho,[8] Pivô do Fisiomedia, Espanha
- Léo Bonfim,[9] Fixo do Ribera Navarra, Espanha
- Amandinha, ala do Leoas Da Serra, Brasil
- Diana Santos, fixo do Leoas Da Serra, Brasil
- Nega, pivo do Cianorte, Brasil
- Tampa, ala do Leoas Da Serra, Brasil

## Federações internacionais
- CONMEBOL (arbitragem)[10]

## Federações estrangeiras
- Liga Nacional de Fútbol Sala
- Asociación Uruguaya de Fútbol
- Federação Butanesa de Futebol
- Liga de Futsal Canadense
- Federación del Voleibol Argentino
- Federación del Voleibol Paraguayo
- Federación del Voleibol Uruguayo

### Confederações
- Confederação Brasileira de Futebol (arbitragem)
- Liga Futsal
- Confederação Brasileira de Handebol
- Confederación Argentina de Handball
- Confederación Argentina de Basquet
- Confederação Brasileira de Futebol de Salão